# St. Kilian (Wiesbaden)

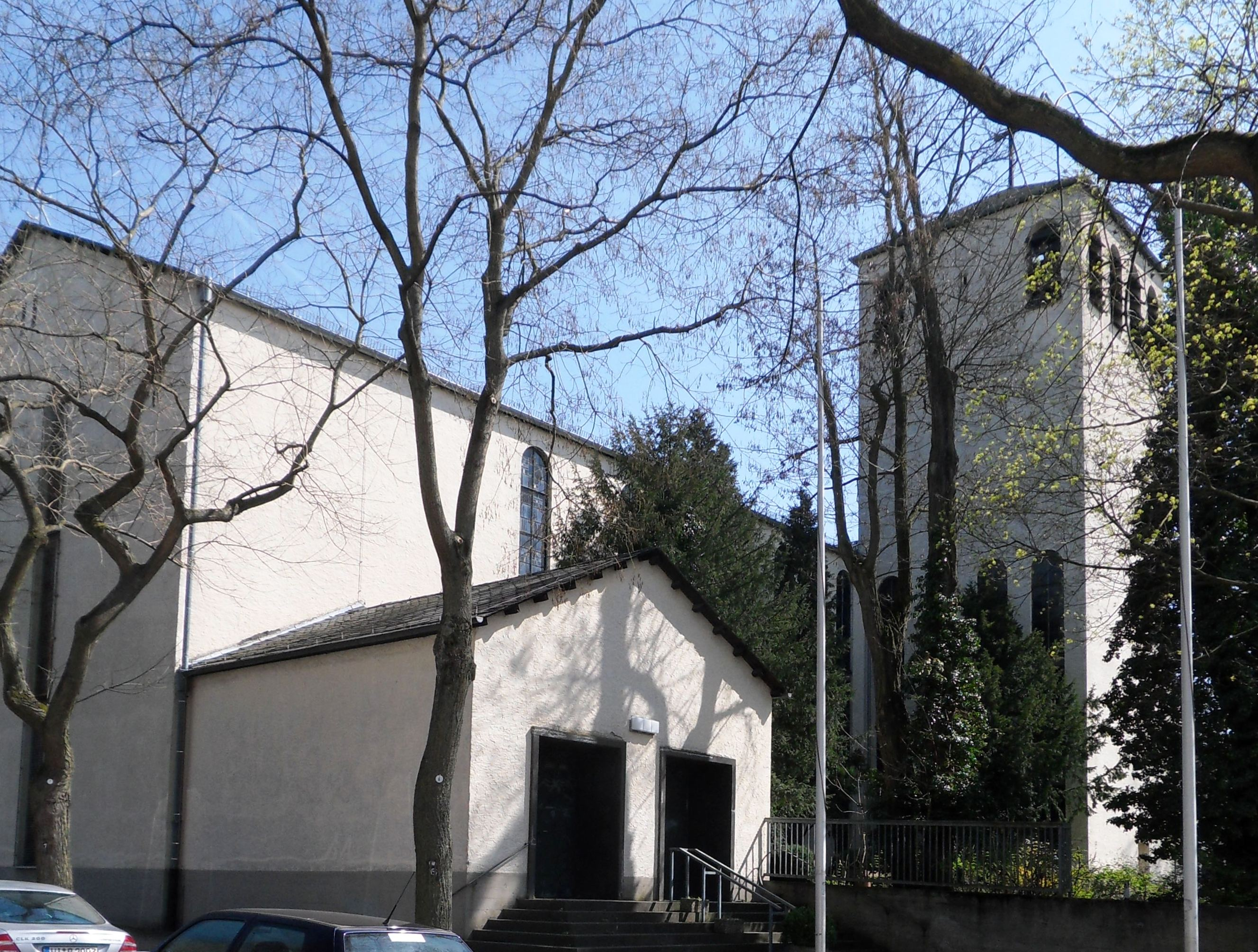
St. Kilian

Die Kirche St. Kilian ist ein römisch-katholisches Kirchengebäude in Wiesbaden-Biebrich. Sie liegt am Sankt-Kilian-Platz, der die Ostseite der Straßenkreuzung Waldstraße/Holsteinstraße im Waldstraßenviertel gestaltet.

## Geschichte
Die Kirche St. Kilian wurde 1937 nach Plänen von Martin Weber im Stil einer ottonischen Saalkirche erbaut.
Sie ist der Katholischen Kirchengemeinde St. Peter und Paul zugeordnet.
Wegen ihrer günstigen Akustik wurde der Kirchenraum für mehrere Tonaufnahmen genutzt, darunter vom Bachchor Mainz sowie von den Organisten Peter Alexander Stadtmüller und Petra Morath-Pusinelli.

## Orgel
Die erste Orgel der Kirche wurde 1960 von der Orgelbauwerkstatt Kemper erbaut. 1980 wurde sie durch eine neue Orgel der Firma Hugo Mayer ersetzt. Beim Neubau wurde ein großer Teil des Pfeifenwerkes der Vorgängerorgel wiederverwendet.
Die Disposition lautet:
| I Hauptwerk C–g3 |    |
| Prinzipal        | 8′ |
| Spillflöte       | 8′ |
| Octave           | 4′ |
| Kleingedeckt     | 4′ |
| Octave           | 2′ |
| Sesquialtera II  |    |
| Mixtur VI        |    |
| Trompete         | 8′ |

| II Schwellwerk C–g3 |       |
| Gedeckt             | 8′    |
| Salicet             | 8′    |
| Prinzipal           | 4′    |
| Rohrflöte           | 4′    |
| Blockflöte          | 2′    |
| Quinte              | 1 ⁄3′ |
| Scharff IV          |       |
| Krummhorn           | 8′    |
| Tremulant           |       |

| Pedal C–f1      |     |
| Subbaß          | 16′ |
| Octave          | 08′ |
| Holzgedeckt     | 08′ |
| Gemshorn        | 04′ |
| Rauschpfeife IV |     |
| Fagott          | 16′ |

- Koppeln: II/I, I/P, II/P
- Spielhilfen: 2 freie Kombinationen, Tutti, 3 Zungenabsteller

## Tondokumente der Orgel
- Peter Alexander Stadtmüller: Orgelwerke von J. S. Bach. LP, herausgegeben von der kath. Kirchengemeinde St. Kilian, Wiesbaden 1983.
- Petra Morath-Pusinelli: Fantasia notturna. Zusammen mit Michael Feldner (Trompete). Darin enthalten: Prélude et fugue en si majeur und Prélude et Fugue sol mineur von Marcel Dupré. Melisma Musikverlag KG Wiesbaden, Aufnahme 1994.

## Kirchenmusiker
- 1984–2010 Petra Morath-Pusinelli